# Jelly Roll Morton
Jelly Roll Morton (rodným jménem Ferdinand Joseph LaMothe; 20. října 1890 New Orleans, Louisiana – 10. července 1941 Los Angeles, Kalifornie) byl americký klavírista. Na klavír začal hrát ve svých deseti a počátkem nového století absolvoval turné s vaudevillským představením. Později začal vystupovat jako sólový umělec a ve dvacátých letech s kapelou Red Hot Peppers. Koncem roku 1940 byl hospitalizován kvůli problémům s dýcháním. Zemřel v červenci 1941 ve svých padesáti letech. V roce 1998 byl uveden do Rock and Roll Hall of Fame.

## Manželství
V listopadu 1928 se Morton oženil s Mabel Bertrandovou (1888–1969), tanečnicí, v Gary v Indianě.